# Nakksjø Station
Nakksjø Station (Nakksjø stasjon) er en tidligere jernbanestation på Sørlandsbanen, der ligger i Drangedal kommune i Norge.
Stationen åbnede 2. december 1927 med navnet Naksjø, men stavemåden blev ændret Nakksjø i november 1945. Stationen blev gjort ubemandet 21. november 1969, hvor den blev fjernstyret. Betjeningen med persontog ophørte 24. juni 2000, og den tidligere station fungerer i dag som krydsningsspor.
En stationsbygning fra 1928, der blev opført efter tegninger af NSB Arkitektkontor, er revet ned. En relæbygning fra 1966, der også havde ventesal, og som blev tegnet af Arvid Sundby står stadig. En tidligere stationsmesterbolig, der blev tegnet af Gudmund Hoel og Bjarne Friis Baastad, er solgt fra.